# أندري بوريسوفيتش كوزنيتسوف
أندري بوريسوفيتش كوزنيتسوف (بالروسية: Кузнецов, Андрей Борисович)‏ هو لاعب كرة قدم روسي في مركز الدفاع، ولد في 9 يناير 1988 في أوليانوفسك في روسيا. لعب مع أفانجارد كورسك وسبارتاك نالتشيك وسيبير نوفوسيبيريسك ولوكوموتيف موسكو.

## وصلات خارجية
- أندري بوريسوفيتش كوزنيتسوف على موقع قاعدة بيانات كرة القدم.إي يو (الإنجليزية)
- أندري بوريسوفيتش كوزنيتسوف على موقع Soccerway.com (الإنجليزية)